# Ганс Лубер
Ганс Лубер (нім. Ганс Лубер, 15 жовтня 1893 — 15 жовтня 1940) — німецький стрибун у воду.
Призер Олімпійських Ігор 1912 року.
Чемпіон Європи з водних видів спорту 1926, 1927 років.